# Giulia Steingruber
Giulia Steingruber (São Galo, 24 de março de 1994) é uma ginasta aposentada da Suiça. É medalhista de bronze no salto nas Olimpíadas de 2016 e cinco vezes campeã europeia no individual geral (2015), salto (2013, 2014, 2016) e o solo (2016).
Steingruber também competiu para a Suíça nos Jogos Olímpicos de Verão de 2012, sendo a primeira ginasta suíça a conquistar a medalha europeia de ginástica artística e a primeira ginasta feminina Suíça a ganhar uma medalha olímpica.

## Carreira

### 2011
Em 2011 no Campeonato Mundial de Ginástica Artística, Steingruber terminou em 16º no individual geral e quinto no salto.

### 2012
Em 2012 ganhou a medalha de bronze no salto no Campeonato Europeu de Ginástica Artística.
Competindo nos Jogos Olímpicos de Verão de 2012 como a única mulher da ginástica da Suíça, Steingruber terminou em 14º no individual geral com uma pontuação de 56,148. Ela era reserva para a final de saltos.
Em dezembro de 2012, ela competiu na Copa do Mundo em Stuttgart, Alemanha, e ganhou o bronze, com uma pontuação total de 55,565, que incluiu uma expressiva pontuação de 15,400 no salto.

### 2013
Steingruber competiu na City of Jesolo Trophy em março, e conseguiu o oitavo lugar no individual geral com uma pontuação total de 55,550. Mais tarde naquele mês, ela competiu em La Roche-sur-Yon no Campeonato Mundial de Ginástica na França, sendo a primeira colocada no salto e barras assimétricas, com pontuação de 13,433 e 13,600, respectivamente. Ela ganhou a medalha de bronze no salto em Doha, na Copa do Mundo, marcando 15,225, em seu primeiro salto e 14,100 no seu segundo, para uma média de 14,662.
No Campeonato Europeu de Ginástica Artística em Moscou, se qualificou em primeiro no salto e ganhou a medalha ouro, com uma média de 14,750. Ela também foi qualificada para o individual geral e o solo. Na final geral, ela ficou empatada em quarto lugar com ginasta romena Diana Bulimar com uma pontuação de 57,065, enquanto no solo, ela terminou em sexto lugar com uma pontuação de 14,100.
No Campeonato Mundial de Ginástica Artística, terminou em sétimo lugar no individual geral, quarto no salto e quinto no solo.

### 2014
No Campeonato Europeu de Ginástica Artística, Steingruber ganhou uma medalha de ouro no salto com um resultado de 14,666.
Já no Campeonato Mundial de Ginástica Artística, Steingruber qualificou-se para a final individual geral, sendo a 15º colocada com uma pontuação de 55,132. Ela também ficou em quinto lugar no salto empatada com a britânica Claudia Fragapane, com uma pontuação de 14,716.

### 2015
No Campeonato Europeu de Ginástica Artística, Steingruber ganhou o individual geral à frente de Maria Kharenkova, da Rússia, e Ellie Downie, da Grã-Bretanha, com uma pontuação de 57,873. No entanto, ela não conseguiu defender o seu título no salto, e foi derrotada pela ginasta Maria Paseka; ganhou a medalha de prata, com uma pontuação de 15,149. Ela também se classificou para a série de barras assimétricas sendo a sexta colocada com uma pontuação de 13,766. Também qualificou-se em primeiro para a final do solo e acabou ganhando a medalha de bronze com uma pontuação de 14,466, atrás da medalhista de prata Claudia Fragapane, da Grã-Bretanha, e de ouro Ksenia Afanasyeva, da Rússia. Steingruber ganhou três medalhas fazendo dela a ginasta mais condecorada nesse campeonato.
Em junho, competiu nos Jogos Europeus, realizados em Baku, juntamente com as compatriotas Jessica Diacci e Caterina Barloggio. Ganhou a medalha de prata no individual geral, com uma pontuação de 56,699. Além disso, ganhou a medalha de ouro no salto, com uma pontuação total de 14,999 e no solo, com uma pontuação de 14,266. Também foi a medalhista de bronze na trave, com uma pontuação de 13,700.
Mais tarde, ela competiu no Campeonato Mundial de Glasgow. Se qualificou para a final do individual geral (terminando em quinto lugar), também se qualificou para as finais do solo e salto respectivamente. Ela machucou seu joelho no salto (sétimo lugar empatada com Alexa Moreno) o que a impediu de competir no solo.

### 2016
No Campeonato Europeu de Ginástica Artística, ganhou medalhas de ouro no salto e no solo.
Nas Olimpíadas de 2016, onde ela foi a única ginasta feminina da Suíça, Steingruber qualificou-se em 14º no individual geral com uma pontuação de 56,899, terceira no salto, com uma média de 15,266, e quarta no solo, com uma pontuação de 14,666.
No dia 11 de agosto, competiu na final do individual geral, onde ela ficou em décimo lugar, com uma pontuação de 57,565. No dia 14 de agosto, ganhou a medalha de bronze no salto com uma média de 15,216, 0,037 atrás medalhista de prata Maria Paseka, da Rússia (15,253). A americana Simone Biles ganhou no salto com uma média de 15,966. Giulia ganhou a primeira medalha olímpica para a Suíça na ginástica feminina, e o primeiro para um nativo suíço desde 1952 (Donghua Li, um chinês naturalizado, ganhou a medalha de prata no cavalo com alças em 1996). Terminou em oitavo lugar no solo com uma pontuação de 11,800 após sofrer duas quedas. Apesar desse resultado, ela foi a primeira ginasta da Suíça chegar a final do solo.

### 2017
No final de 2017, Steingruber participou do Campeonato Mundial em Montreal.  Ela competiu na final geral, onde terminou em sétimo lugar, com uma pontuação total de 53.666. Sua pontuação de 14.700 no salto foi a mais alta no aparelho durante a final.  Durante as finais do evento, Steingruber ganhou o bronze no salto, marcando uma média de 14,466, ficando atrás da atual campeã mundial de salto Maria Paseka da Rússia (14.850) e Jade Carey dos EUA (14.766). Foi sua primeira medalha de campeonato mundial.

### 2018
Steingruber mostrou todos os seus sets de dificuldade em junho na Copa do Mundo Koper na Eslovênia, ganhando medalhas de ouro no salto e no solo, e uma medalha de prata na trave de equilíbrio. Em uma competição na França no início de julho, ela se machucou durante uma rotina de exercícios no solo e fraturou sua tíbia, além de rasgar seu ACL e menisco, encerrando sua candidatura ao Campeonato Europeu em Glasgow, Escócia e ao Campeonato Mundial em Doha, Qatar.

### 2019
Steingruber fez seu retorno no Campeonato Suíço de 2019 em setembro, mais de um ano após sofrer sua lesão, onde venceu o all-around com uma pontuação de 53,100. Depois disso, ela foi nomeada para a equipe para competir no Campeonato Mundial em Stuttgart, Alemanha, ao lado de Ilaria Käslin, Stenfanie Siegenthaler, Anny Wu e Caterina Barloggi. Na semana seguinte, ela competiu no Segundo Heerenveen Friendly, onde ajudou a Suíça a terminar em terceiro, atrás da Holanda e da Espanha. Individualmente, ela ficou em segundo lugar no geral, atrás de Naomi Visser da Holanda.
No Campeonato Mundial, Steingruber se classificou para a final geral e, como resultado, se classificou individualmente para os Jogos Olímpicos de 2020 em Tóquio. Ela também foi a primeira reserva para a final do salto e a terceira reserva para a final do exercício de solo. Durante a final geral, ela terminou em 18º lugar.

### 2020
Devido a pandemia de covid-19, Giulia Steingruber não participou de nenhuma competição durante o ano.

### 2021
A ginasta Giulia Steingruber, em abril de  2021, participou do Campeonato Europeu de Ginástica Artística conquistando o Ouro no salto.
Nas Olímpiadas de Tokyo ela foi primeira suplente no salto, e se qualificou para a Final Individual Geral encerrando sua participação na 15 colocação.
No dia 1 de outubro de 2021, Giulia Steingruber anunciou em suas redes sociais a sua aposentadoria.

## Medalhas
| Ano  | Evento                         | Equipe | AA  | VT  | UB  | BB  | FX  |
| ---- | ------------------------------ | ------ | --- | --- | --- | --- | --- |
| 2011 | Campeonato Europeu             |        | 9º  | 6º  |     |     |     |
| 2011 | SUI-GER-ROU Friendly           | 3rd    | 8º  |     |     |     |     |
| 2011 | Campeonatos Mundiais           |        | 16º | 5º  |     |     |     |
| 2012 | Campeonato Europeu             |        |     | 3rd |     |     |     |
| 2012 | Copa do Mundo de Doha          |        |     | 1st | 8º  | 6º  |     |
| 2012 | Copa do Mundo de Ghent         |        |     | 2nd |     | 6º  |     |
| 2012 | Jogos Olímpicos                |        | 14º |     |     |     |     |
| 2012 | Swiss Cup Zurique              |        | 2nd |     |     |     |     |
| 2012 | Copa do Mundo de Stuttgart     |        | 3rd | 2nd | 5º  | 5º  | 3rd |
| 2013 | Copa do Mundo La Roche sur Yon |        |     | 1st | 1st |     |     |
| 2013 | Copa do Mundo de Doha          |        |     | 3rd | 4º  |     |     |
| 2013 | Campeonato Europeu             |        | 4º  | 1st |     |     | 6º  |
| 2013 | Campeonato Nacional da Suíça   |        | 1st | 1st | 1st | 1st | 1st |
| 2013 | Campeonatos Mundiais           |        | 7º  | 4º  |     |     | 5º  |
| 2013 | Arthur Gander Memorial         |        | 2nd |     |     |     |     |
| 2013 | Swiss Cup Zurique              |        | 3rd |     |     |     |     |
| 2013 | Copa do Mundo de Stuttgart     |        | 4º  |     |     |     |     |
| 2014 | American Cup                   |        | 3rd |     |     |     |     |
| 2014 | Copa do Mundo de Osijek        |        |     | 2nd | 5º  | 3rd | 1st |
| 2014 | Campeonato Europeu             | 8º     |     | 1st |     | 8º  | 3rd |
| 2014 | Campeonato Nacional da Suíça   |        | 1st | 1st | 1st | 2nd | 1st |
| 2014 | SUI-GER-ROU Friendly           | 3rd    | 2nd | 3rd | 6º  | 3rd | 3rd |
| 2014 | Campeonatos Mundiais           |        | 15º | 5º  |     |     |     |
| 2014 | Arthur Gander Memorial         |        | 4º  |     |     |     |     |
| 2014 | Swiss Cup Zurique              |        | 4º  |     |     |     |     |
| 2015 | Austríaca Equipe Aberto        | 2nd    | 1st |     |     |     |     |
| 2015 | Copa do Mundo de Doha          |        |     | 1st |     | 2nd | 1st |
| 2015 | Campeonato Europeu             |        | 1st | 2nd | 6º  |     | 3rd |
| 2015 | Copa do Mundo de Varna         |        |     | 3rd | 3rd |     |     |
| 2015 | Jogos Europeus                 | 6º     | 2nd | 1st |     | 3rd | 1st |
| 2015 | Campeonatos Mundiais           |        | 5º  | 7º  |     |     |     |
| 2016 | Copa do Mundo de Stuttgart     | 3rd    |     |     |     |     |     |
| 2016 | Copa do Mundo de Doha          |        |     | 1st |     | 7º  | 1st |
| 2016 | Olympic evento-teste           | 6º     | 1st |     |     |     |     |
| 2016 | Copa do Mundo de Varna         |        |     | 1st | 3rd |     | 1st |
| 2016 | Campeonato Europeu             | 4º     |     | 1st |     | 6º  | 1st |
| 2016 | Chemnitz amigável              | 4º     | 1st |     |     |     |     |
| 2016 | Jogos Olímpicos                |        | 10º | 3rd |     |     | º   |

## Habilidades
| Aparelhos           | Nome        | Descrição                                                     | Dificuldade | Adicionado ao Código de Pontos |
| ------------------- | ----------- | ------------------------------------------------------------- | ----------- | ------------------------------ |
| Trave De Equilíbrio | Steingruber | Salto pontapé à lua esticado com uma pirueta (saída da trave) | E           | 2011 Campeonato Mundial        |